# Ohaba (okręg Mehedinți)
Ohaba – wieś w Rumunii, w okręgu Mehedinți, w gminie Șovarna. W 2011 roku liczyła 340 mieszkańców.